# Ústava Socialistické federativní republiky Jugoslávie (1974)

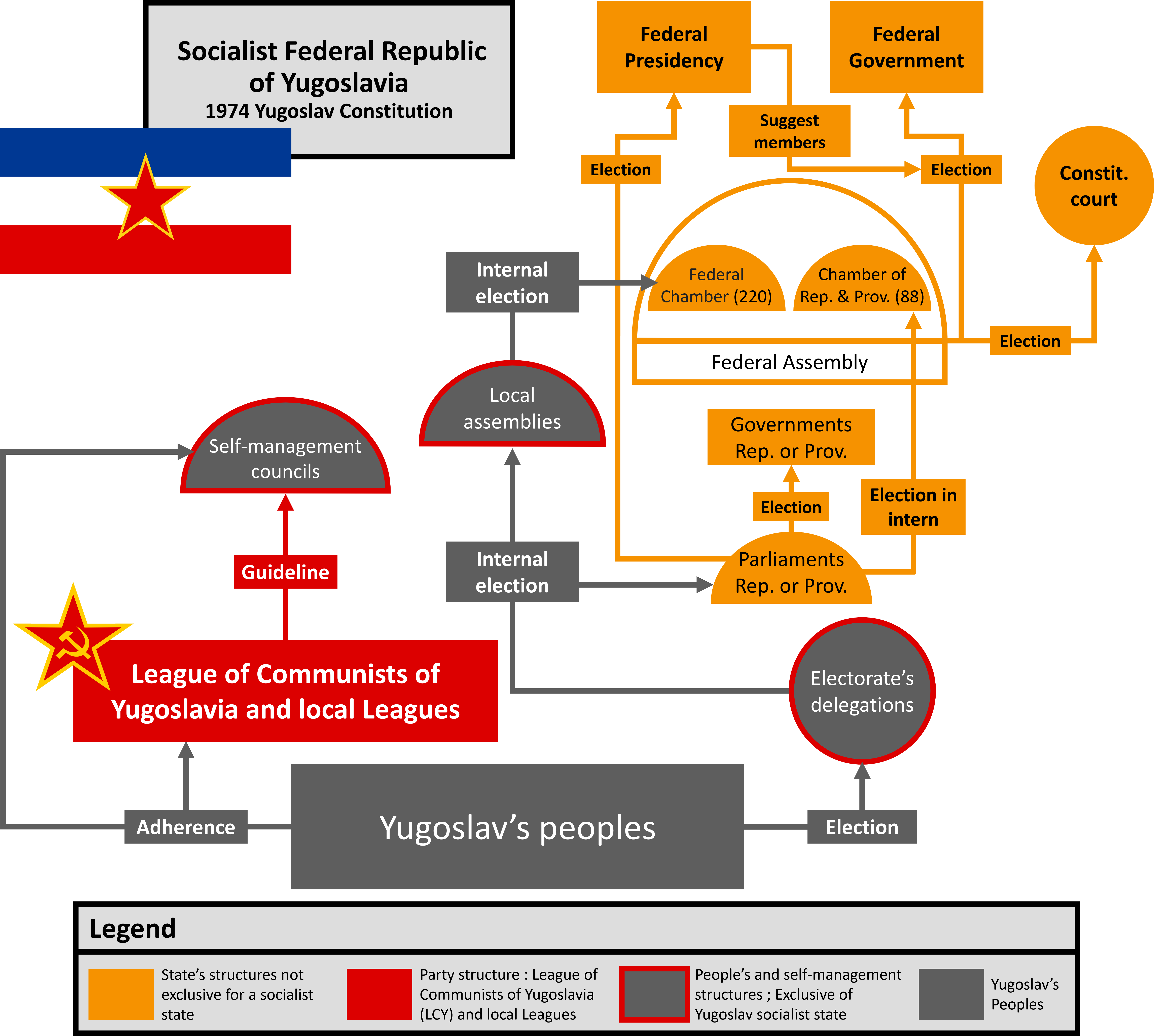
Politický systém Jugoslávie podle ústavy z roku 1974

Ústava Socialistické federativní republiky Jugoslávie (1974) byla poslední z ústav SFRJ, přijata byla v únoru roku 1974. Potvrdila decentralistické trendy, které v zemi začaly v polovině 60. let aplikací systému samosprávného socialismu v oblasti politiky v souladu s komunistickou tezí, že nezbytným důsledkem budování komunistické společnosti je "odumření" státu. Jednalo se o nejdelší ústavu svého druhu na světě. 
Hlavním rozdílem proti dokumentu z roku 1963 bylo potvrzení změn, které již byly učiněny prostřednictvím ústavních dodatků a další rozšíření autonomie jednotlivých svazových republik. Jugoslávie se tak de facto stala spíše konfederací, nežli federativním státem; svazové vládě v Bělehradě zůstalo ještě méně pravomocí, než měla dříve. Významný nárůst autonomie zaznamenaly obě autonomní oblasti (Vojvodina a Kosovo), které se tímto do jisté míry přiblížily statutu jednotlivých republik. Po přijetí této ústavy byly upraveny základní dokumenty všech šesti svazových republik a poprvé také spatřily světlo světa i ústavy autonomních oblastí: Vojvodiny a Kosova. 
Před přijetím této ústavy vedly decentralizační proměny v zemi k rozvolnění jednotného svazku, což se projevilo tendencí růstu vzájemných sporů mezi republikami a také jednotlivými osobnostmi. Praxe, která byla zavedena na svazové úrovni, tedy kolektivní řídící orgány, byla rozšířena i na jednotlivé republiky a také na Svaz komunistů Jugoslávie, stejně jako na jeho regionální a oblastní orgány. Ústava zakomponovala některé nepříliš radikální požadavky bouřících se studentů z let 1968 a procesu známého jako Chorvatské jaro, mezi kterými byl také i časově neomezený (tj. "doživotní") mandát pro Josipa Tita jako prezidenta země. Ústava také přijala poprvé Bosňáky jako svéprávný a samostatný národ.
Ústava z roku 1974 byla modifikována dodatky v roce 1988 a platila až do rozpadu státu v letech 1991-1992. Na konci 80. let v politickém vedení svazové republiky Srbska narůstala nespokojenost s přílišnou mírou autonomie obou oblastí, která v případě Kosova byla interpretována jako dostatek politického prostoru pro uskutečňování protisrbské politiky.[zdroj?] Zprvu se ozývaly ojedinělé, nicméně postupně sílící kritické hlasy, tvrdící, že je tato ústava jako dokument chybná. K řadě kritiků z řad osob společenského a kulturního života se přidali i akademici ze SANU V roce 1989 však tuto pozici zastávalo již i oficiální vedení srbských komunistů, včetně Miloševiće. Ke kritice tak přestoupila brzy i oficiální linie. V Politice navíc vyšla celá řada kritických článků, které ústavu napadaly; používaly nejen národní, ale i socialistickou rétoriku.
Bylo proto přijato více než 130 dodatků, nakonec byla však obě předsednictva jak SAP Vojvodina tak SAP Kosovo již kompletně personálně obměněna (aby byla loajální Bělehradu), což vyvolalo ohromné protesty a ještě zostřilo postupně rostoucí politickou krizi v Jugoslávii (v Kosovu byl vyhlášen výjimečný stav). Miloševićovým cílem bylo pokud možno se této ústavy úplně zbavit, což se zprvu řešilo ústavními dodatky omezujícími pravomoci autonomních jednotek a nakonec sepsáním nové ústavy SR Srbska v roce 1990 a konečně reorganizací "toho co zůstalo" ze SFRJ, tedy svazové republiky Jugoslávie v dubnu 1992, která již měla zcela novou ústavu.